# Linh dương dik-dik Günther
Linh dương dik-dik Günther (Madoqua guentheri) là một loài động vật có vú trong họ Bovidae, bộ Artiodactyla. Loài này được Thomas mô tả năm 1894.

## Hình ảnh

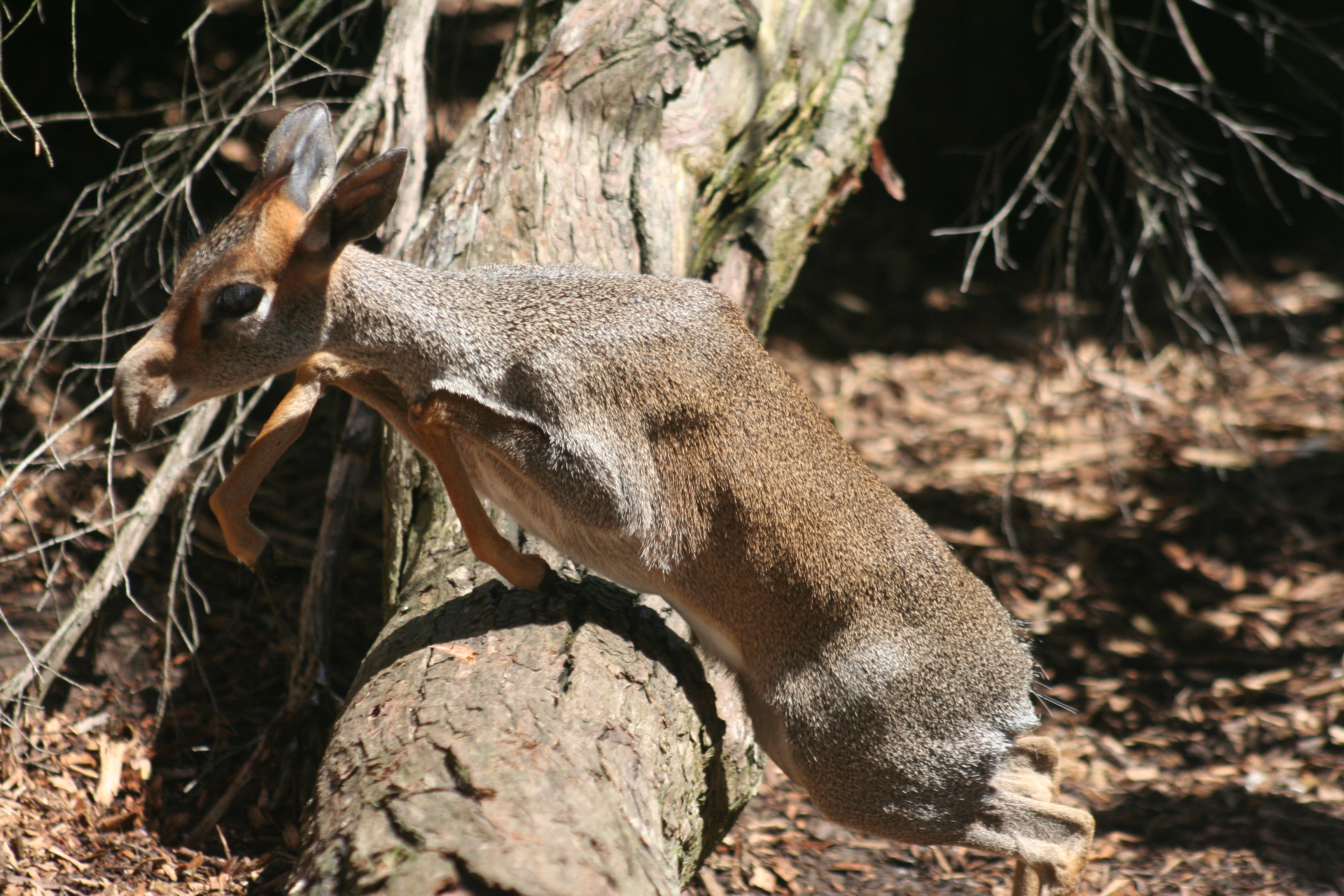
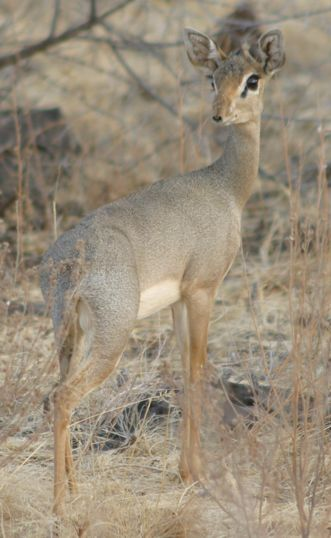
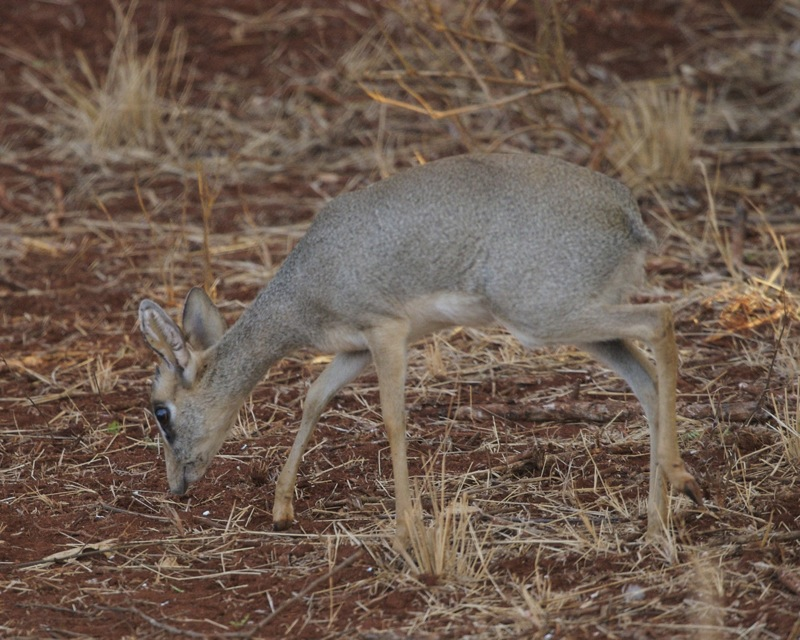
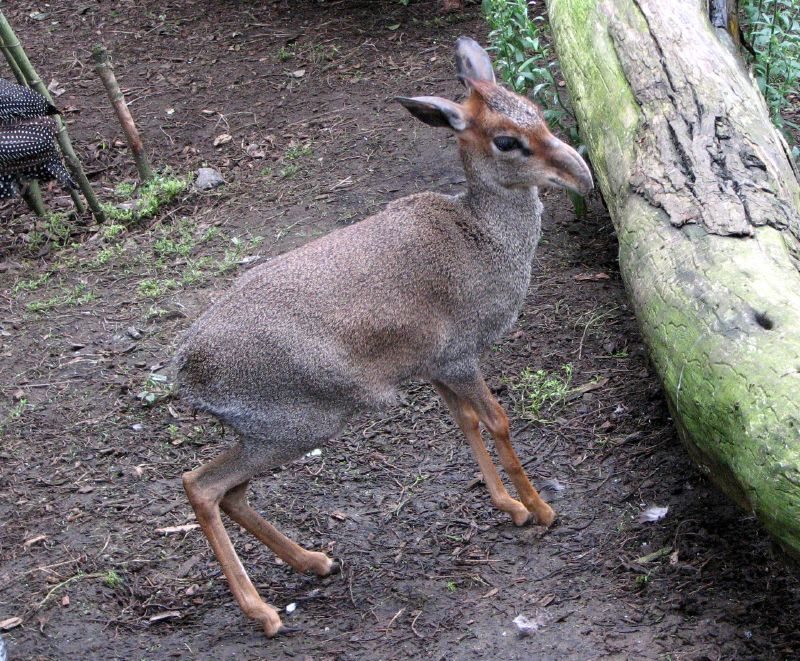